# Диниш, Жулиу
Жуаки́н Гилье́рме Го́меш Коэ́лью (порт. Joaquim Guilherme Gomes Coelho более известный под псевдонимом Жу́лиу Дини́ш (порт. Júlio Dinis); 14 ноября 1839, Порту — 12 сентября 1871, Порту) — португальский врач, писатель, поэт, драматург.

## Передача имени
- Gomes Coelho (Joaquim Guilherme)[3]
- Joaquim Guilherme Gomes Coelho[4]
- Júlio Dinis[5]
- Dinis, Júlio[6]

## Биография и творчество
Мать имела британские корни (или точнее ирландские), умерла от туберкулёза, когда Жуакину было 6 лет. Он был одним из 9 детей в семье. Перед поступлением в университет изучал латинский, французский и английский языки. В 1853 году, в 14 лет, начал учёбу в Политехнической академии Порту, по химии, математике, физике, биологии и зоологии получал высшие оценки. Ещё во время учёбы был обескуражен смертью двух своих братьев от туберкулёза. В 1856 году начал обучение в медико-хирургическом училище. В 1858 году сочинил свой первый пока небольшой романчик Justiça de Sua Majestade, а в 1860 опубликовал стихи под псевдонимом Жулиу Диниш, которым стал подписывать свои произведения и с которым обрёл успех и известность. Писатель использовал ещё и другой псевдоним — Diana de Aveleda. Завершил изучение медицины в 1861 году, но решил заниматься литературой. Рассказы выходили в номерах местной газеты Jornal do Porto с 1862 по 1864 год, а затем были собраны в одном томе под названием Serões da Província. Все последовавшие за этим романы сначала также публиковались в Jornal do Porto и только затем издавались отдельными томами. Писатель обладал большим дарованием. Когда известный только читателям местной газеты роман «Ученицы сеньора ректора» (As Pupillas do Snr. Reitor) вышел отдельным изданием в 1867 году, книга получила большой успех и вскоре была раскуплена. При её создании автор получил определённый заряд вдохновения от Párocho da Aldeia Алешандре Эркулану. Роман принёс славу и переиздавался (1868, 1869, 1875, 5-е издание вышло в 1880 году). Помимо того сочинение было трижды издано в Рио-де-Жанейро и дважды в Германии. Эрнешту Биештер (Ernesto Biester) переработал текст для пятиактной драмы, поставленной в 1868 году в Порту, затем после спектаклей в Рио-де-Жанейро пьеса была издана в печати. Автор решил инкогнито приехать в Лиссабон на её постановку, но был распознан. Публика заставила его подняться на сцену для принятия оваций.
В 1868 году в двух томах вышел роман A Morgadinha dos Canaviais, за этим последовали переиздания 1872, 1876 и 1884 годов. Это произведение было дважды издано в Бразилии. Сочинение также было переработано в пьесу из 5 актов. Следующий роман Uma Família Inglesa (1868) имел свой успех и переиздавался (1870, 1875, 1885). Это был единственный роман о жизни в городе, все остальные свои романы определял как деревенские хроники (crónicas de aldeia). К. Н. Державин назвал писателя народником и бытописателем провинции, а З. И. Плавскин писал, что Диниш создавал «идиллический вариант романа о сельской жизни». В 1879 году очередное переиздание сборника рассказов Serões da Província (1870) было дополнено первым по времени созданным сочинением писателя — небольшим романом Justiça de Sua Majestade. Это стало последним прижизненным изданием. Осенью 1868 года произошло небывалое обострение застарелой болезни — туберкулёз был диагностирован в 1862 году. Врачи советовали выехать на Мадейру.
Для лечения туберкулёза 3 раза отправлялся на Мадейру. Эта роковая болезнь унесла жизни его матери и всех восьмерых братьев. За время пребывания на острове работал над своим последним романом Os Fidalgos da Casa Mourisca. Преждевременно скончался от болезни в возрасте 32 лет. Многие периодические издания опубликовали некрологи. Последний роман писателя был опубликован посмертно в 2-х томах и обрёл огромный успех.
Благодаря матери владел английским языком, читал произведения Остин, Ричардсона, Теккерея, Диккенса, от которых заимствовал элементы психологического реализма. В творчестве ощущаются тенденции как романтизма, так и реализма. Даже хронологически сочинения относятся к концу романтизма — началу реализма.
Согласно иным источникам, несмотря на то, что по времени создания сочинения Жулиу Диниша могут быть отнесены к постромантизму (ultra-romantismo), скорее всего они больше связаны с реализмом и натурализмом, автор считается предтечей или даже родоначальником португальского натурализма. Согласно А. Ж. Сарайве и О. Лопешу, ещё до начала дискуссий по поводу «коимбрского вопроса» в новеллах Камилу Каштелу Бранку и в романах Жулиу Диниш уже присутствовал реализм нравов.

## Издания и их экранизации
Романы не утратили своей популярности, продолжают переиздаваться и экранизироваться
- 1858 — Justiça de Sua Majestade (первый по времени создания роман, впервые опубликован в 1879 году) ISBN 972-8635-21-4
- 1866 — As Pupillas do Snr. Reitor (роман, деревенская хроника) ISBN 978-972-27-1984-1; кинофильмы 1924, 1935, 1961; телесериал 1970—1971
- 1867 — Uma Família Inglesa (роман, сцены из жизни города Порту) ISBN 978-989-702-456-6; телесериал 1959
- 1868 — A Morgadinha dos Canaviais (роман, деревенская хроника ISBN 972-0-04203-6; экранизирован 1949, мини-сериал 1989)
- 1870 — Serões da Província (сборник рассказов) ISBN 978-989-635-095-6
- 1871 — Os Fidalgos da Casa Mourisca (роман) ISBN 978-989-8508-17-1 экранизирован 1921[13], 1938 и 1964; телесериал 1990

Театральные пьесы
- 1858 — Um Rei Popular
- 1860 — Um Segredo de Família

Посмертно опубликованы ранее не издававшиеся сборник поэзии (1873/1874?, переиздан 1880) и 3 тома пьес для театра (1946—1947). В 71 населённом пункте Португалии имеется улица или проспект, названные в честь писателя.